# كلينت ديمبسي

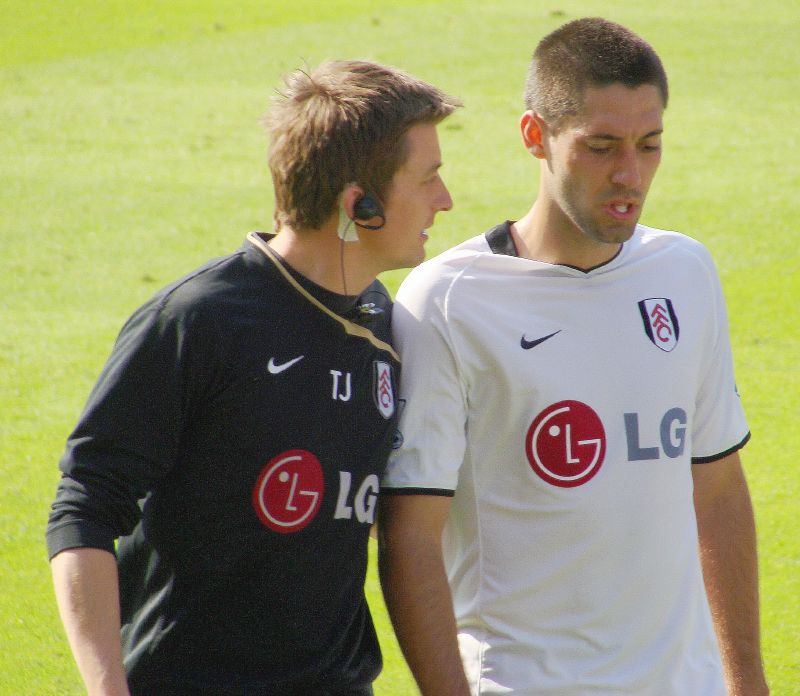
ديمبسي مع نادي فولهام 2009

كلينتون درو ديمبسي (بالإنجليزية: Clint Dempsey)‏(من مواليد 9 مارس 1983) هو لاعب كرة قدم أمريكي محترف سابق، لعب كمهاجم ولاعب خط وسط. خلال مسيرته لعب في الدوري الإنجليزي الممتاز مع فولهام وتوتنهام هوتسبر وفي الدوري الأمريكي لكرة القدم لصالح نيو إنغلاند ريفولوشن وسياتل ساوندرز إف سي. صنفته كل من إي إس بي إن وفوكس سبورتس وإن بي سي العالمية على أنه أفضل لاعب كرة قدم أمريكي للرجال.
من مواليد ناكوغدوسش، بتكساس، أمضى ديمبسي مسيرته المهنية مع فريق دالاس تكساس قبل أن ينضم إلى فريق كرة القدم للرجال في جامعة فورمان في عام 2001. وفي عام 2004 أُعير ديمبسي من قبل فريق نيو إنغلاند ريفولوشن، حيث سجل 25 هدفًا في 71 مباراة. بين عامي 2007 و 2012، لعب ديمبسي بعد ذلك مع فولهام في الدوري الإنجليزي الممتاز، وأصبح في النهاية هداف الدوري الإنجليزي الممتاز. أصبح ديمبسي أيضًا أول لاعب أمريكي يسجل ثلاثية في الدوري الإنجليزي الممتاز خلال المباراة التي فاز فيها فريقه بنتيجة 5-2 على نيوكاسل يونايتد في عام 2012.
وفي 31 أغسطس 2012، وقع توتنهام مع ديمبسي مقابل مبلغ قدره 9.6 مليون دولار وهو مبلغ قياسي للاعب أمريكي. سجل ديمبسي 12 هدفًا في موسم واحد مع توتنهام، لما مجموعه 72 هدفًا في جميع المسابقات لأندية الدوري الإنجليزي الممتاز - وهو أكبر عدد سجله لاعب كرة قدم أمريكي في الدوري الأوروبي من الدرجة الأولى. وقد وقع معه سياتل ساوندرز في العام التالي، ولعب 115 مباراة للنادي وسجل 47 هدفًا وقاد النادي للفوز بدرع الأنصار سنة 2014 . وخلال موسم 2016 تم تشخيص حالة ديمبسي بنبض قلب غير منتظم وغاب عن مشوار الفريق إلى «كأس إم إل إس». عاد ديمبسي في الموسم التالي. وأعلن اعتزاله كرة القدم الاحترافية في 29 أغسطس 2018.
مثّل ديمبسي الولايات المتحدة في بطولة العالم للشباب لعام 2003، وكان أول ظهور له مع الفريق الأول في 17 نوفمبر 2004 ضد منتخب جامايكا. وخاض أكثر من 140 مباراة دولية وسجل 57 هدفًا دوليًا، مما جعله رابع أكثر لاعب تهديفا في البلاد وربطه بلاندون دونوفان كأفضل هداف على الإطلاق برصيد 57 هدفًا. مثل ديمبسي الولايات المتحدة في أربع كؤوس ذهبية لكونكاكاف (فاز بثلاث)، وساعدهم في نهائي كأس القارات 2009 وسجل في كل من بطولات كأس العالم الثلاث التي حضرها.
في عام 2022، تم إدخال ديمبسي في قاعة مشاهير كرة القدم الوطنية.

## مسيرته
بدأ مسيرته الكروية مع نادي نيو إنجلاند ريفولوشن في عام 2004، ولعب معهم حتى عام 2007، وشارك معهم في 71 مباراة وسجل 25 هدف، ومنذ عام 2007 وهو يلعب في الدوري الأنجليزي الممتاز وبالتحديد مع نادي فولهام الإنجليزي حتى 2012 انتقل من غرب لندن إلى شمال لندن إلى نادي توتنهام الذس لعب معه 10 مباريات سجل فيها هدفين.

## مسيرته الدولية
بدأ كلينت ديمبسي باللعب مع منتخب الولايات المتحدة لكرة القدم تحت 20 سنة في سنتي 2002 - 2003. وشارك في 57 مباراة دولية مع المنتخب.
كانت البداية في سنة 2005 التي لعب فيها 3 مباريات ودية أحرز فيها واحد، وفي السنة التالية لعب 7 مباريات ودية أحرز فيها 3 أهداف.
شارك في بطولة كأس العالم 2006 مع منتخبه الذي بقى في المركز الرابع في دوري المجموعات ولم يفز في أي مباراة، وسجل كلينت ديمبسي هدفًا أمام منتخب غانا ليصبح اللاعب الأمريكي الوحيد الذي سجل هدف في البطولة. لعب بين سنوات 2007 و 2009 مع المنتخب 21 مباراة ودية سجل فيها هدفين.

## روابط خارجية
- كلينت ديمبسي على موقع الاتحاد الدولي (مؤرشف)  (الإنجليزية)
- كلينت ديمبسي على موقع الاتحاد الأوربي (الإنجليزية)
- كلينت ديمبسي على موقع الدوري الأمريكي (الإنجليزية)
- كلينت ديمبسي على موقع قاعدة بيانات كرة القدم.إي يو (الإنجليزية)
- كلينت ديمبسي على موقع ليكيب (الفرنسية)
- كلينت ديمبسي على موقع ناشيونال فوتبول تيمز (الإنجليزية)
- كلينت ديمبسي على موقع Soccerbase.com (لاعب) (الإنجليزية)
- كلينت ديمبسي على موقع Soccerway.com (الإنجليزية)
- كلينت ديمبسي على موقع عالم كرة القدم.نت (الإنجليزية)
- كلينت ديمبسي على موقع كووورة